# 칠태부인경수연도
칠태부인경수연도(七太夫人慶壽宴圖)는 왕(숙종)의 명령과 보조를 받아 70세 이상 모친을 모시고 있는 신하 7명이 1691년 8월 경수연(慶壽宴)을 치른 후 기념으로 제작하였던 것을 1745년 이전 어느 시점(영조 재임기간)에 새롭게 제작한 작품이다. 2013년 9월 4일 대한민국의 보물 제1809호로 지정되었다.
경수연도(慶壽宴圖)는 양로(養老)를 중시한 조선시대의 대표적 사가행사도(私家行事圖)의 일종이다. 이 작품은 후대 모본(摸本)이지만 유연하면서도 차분한 필선, 변화있는 세부 표현, 행사 내용의 요약적인 전달력 등을 갖추고 있어 회화적으로 우수한 행사기록화로 평가된다. 그런가하면 가로로 길게 이야기를 펼칠 수 있는 횡권 형식을 취하여 행사의 순서에 따라 작품을 전개시킨 방식은 드문 예로 판단된다.
또한 강세황(姜世晃, 1713~1791년)의 33세 때 필적이 포함되어 있어 작품의 제작시기를 분명히 알 수 있고, 아울러 희소한 강세황의 30대 초반 필적을 볼 수 있는 점도 의미가 있다. 이 글은 연회가 베풀어졌을 당시 홍문관 부제학이었던 권해(權瑎, 1639~1704년)가 지은 것인데, 권해의 증손인 권조언(權朝彦, 1710~1778년)의 부탁으로 1745년 음력 7월 강세황이 쓴다는 내용이 있어 행사가 치러진 후 54년 만에 기록된 것임을 밝히고 있다. 이를 통해 칠태부인경수연도는 현전하는 경수연도 중에서 가장 이른 시기에 제작된 작품 가운데 하나로 주목된다.

## 참고 자료
- 칠태부인경수연도 - 국가유산청 국가유산포털